# Magda Guzmán
María Magdalena Guzmán Garza (Saltillo, Coahuila de Zaragoza, 16 de mayo de 1931-Ciudad de México, 12 de marzo de 2015), conocida como Magda Guzmán, fue una primera actriz mexicana.

## Biografía y carrera
María Magdalena Guzmán Garza nació el 16 de mayo de 1931 en Saltillo, Coahuila de Zaragoza, siendo hija del periodista Jesús «El Borrado» Guzmán y de Pety Garza, y hermana de Jesús, César, Ana María, Blanca, y Roberto Guzmán; al crecer, este último también se convirtió en actor. Cursó su educación primaria en el Colegio Miguel López localizado en su ciudad natal, y durante su adolescencia, su familia se mudó a la Ciudad de México. Estudió actuación en el INBA y la Academia de Arte Cinematográfico. Desde niña había demostrado su pasión por el teatro, su incursión como actriz de cine fue con diez años en la película Noche de recién casados, en el teatro debutó poco antes en la obra Juana de Arco en la hoguera.
A finales de la década de los 40 su carrera empieza a tomar fuerza, actuando en la película Tarzan and the Mermaids de 1948. Durante la década de los 50 se da su consolidación como actriz actuando al lado de grandes figuras como Pedro Infante en La vida no vale nada (1955) y Ernesto Alonso en ¿Con quién andan nuestras hijas? (1956). En las siguientes décadas continúa participando en títulos como Confidencias matrimoniales (1961), al lado de Augusto Benedico. ¿Por qué nací mujer? (1970) al lado de Sara García, Andrés Soler y Prudencia Grifell. La plaza de Puerto Santo (1978) al lado de Héctor Suárez y Pedro Armendáriz Jr.
Fue una de las pioneras de la televisión en México. En la larga lista de telenovelas que participó se cuentan entre muchas otras: Amar fue su pecado, Marianela, Marina Lavalle, Anita de Montemar, Los Caudillos, La señora joven, Acompáñame, Al final del arco iris, Bodas de odio, Tú o nadie, Rosa salvaje, Valeria y Maximiliano, La usurpadora, Sin pecado concebido, Alborada, En nombre del amor y Para volver a amar, en esta última dando vida a uno de sus pocos papeles como villana.
A la par de su carrera de actriz de cine y televisión incursionó en varias obras de teatro entre las que destacan: Jugando, jugando, Doña Rosita la soltera, Las muchachas del club y Las arpías.
Entre reconocimientos a su trabajo destacan sus dos nominaciones al Premio Ariel a mejor coactuación femenina y mejor actriz de cuadro por las películas La duda (1954) y La vida no vale nada (1955) respectivamente; además sus cuatro nominaciones a los Premios TVyNovelas en los cuales ganó dos veces, ambas en la categoría de Mejor primera actriz por las telenovelas Tú o nadie (1985) y Para volver a amar (2010).

### Vida personal y muerte
Se casó con el director de teatro Julián Duprez, con quien procreó tres hijos; Karina, Gerardo y Mirtha Descalzó Guzmán. Después de su divorcio se casó en segundas nupcias con el actor Federico Falcón, hermano de Eric del Castillo, con quien procreó su cuarto hijo llamado Carlos. El matrimonio duró hasta la muerte de Falcón en 1981 a causa de un accidente. 
El 12 de marzo de 2015, Guzmán falleció a causa de un infarto a los 83 años de edad. El comunicado lo dio su nieta, la también actriz Magda Karina a través de la red social Twitter.

## Filmografía

### Cine
- Viernes de ánimas (2011) - Doña Chelo.
- Club eutanasia (2005) - Doña Esperanza.
- La casa de Bernarda Alba (1982) - Poncia.
- La dinastía de Drácula (1980) - Doña Remedios.
- La plaza de Puerto Santo (1976).
- ¿Por qué nací mujer? (1970) - Tía Ernestina.
- El juicio de Arcadio (1965).
- En busca de la muerte (1961).
- Confidencias matrimoniales (1958).
- Manicomio (1957).
- Llamas contra el viento (1956).
- Con quién andan nuestras hijas (1956) - Beatriz.
- La vida no vale nada (1955) - Silvia.
- Frente al pecado de ayer (1955).
- Rosalba (1954).
- La duda (1953).
- Acuérdate de vivir (1952).
- Muchachas de uniforme (1950).
- Gemma (1949).
- Tarzán y las sirenas (1948).
- Noche de recién casados (1941).

### Televisión
- Amor bravío (2012) - Refugio Chávez "Nana"
- Para volver a amar (2010-2011) - Concepción "Conchita" Cabrera viuda de Espinoza (Villana)
- En nombre del amor (2008-2009) - Rufina "Rufi" Martínez
- Tormenta en el paraíso (2007-2008) - Yolanda
- Alborada (2005-2006) - Sara de Oviedo "La Poderosa"
- Misión SOS (2004-2005) - Justina Aranda
- Sin pecado concebido (2001) - Eva Santana
- Mi destino eres tú (2000) - Nana Nina
- Infierno en el paraíso (1999) - Fernanda "Nanda" viuda de Prego
- La usurpadora (1998) - Fidelina
- María Isabel (1997-1998) - Directora
- Te sigo amando (1996-1997) - Ofelia
- Bajo un mismo rostro (1995) - Rosario
- Valeria y Maximiliano (1991-1992) - Eugenia Landero "Mamá U"
- Hora marcada (1991) - Monja
- Balada por un amor (1989-1990) - Beatriz
- El cristal empañado (1989) - Virginia (Villana)
- Rosa salvaje (1987-1988) - Tomasa González "La Manina"
- Lista negra (1986-1987) - Angélica
- ¿Qué nos pasa? (1986) -sketch cómico al lado de Héctor Suárez
- Cautiva (1986) - Aurelia
- Tú o nadie (1985) - Victoria viuda de Lombardo
- Bodas de odio (1983-1984) - Carmen Mendoza viuda de Muñóz
- Al final del arco iris (1982) - Elvira Balmori (Villana)
- Extraños caminos del amor (1981-1982) - Antonia Guerra (Villana)
- Muchacha de barrio (1979-1980) - Rosa
- El amor llegó más tarde (1979) - Elena
- Santa (1978)
- Acompáñame (1977-1978) - Esperanza
- Rina (1977) - Doña Chana
- Los miserables (1974) - Señora Thernardier (Villana)
- La señora joven (1972-1973) - Maura Montiel (Villana)
- Muchacha italiana viene a casarse (1971-1973) - Analía
- Mis tres amores (1971-1972) - Consuelo
- La gata (1970-1971) - Leticia "La Jarocha"
- Yesenia (1970-1971) - Trifenia
- Magdalena (1970) - Magdalena
- Cadenas de angustia (1969)
- Los Caudillos (1968-1969) - Josefa Ortiz de Domínguez
- Pueblo sin esperanza (1968-1969) - Emilia
- Mujeres sin amor (1968)
- Anita de Montemar (1967) - Carlota (Villana)
- Un ángel en el fango (1967) - Leonor de la Huerta (Villana)
- No quiero lágrimas (1967)
- Adriana (1967) - Adela
- El usurpador (1967) - María
- El medio pelo (1966-1967) - Paz
- El corrido de Lupe Reyes (1966) - María
- Marina Lavalle (1965) - Ana Betancourt (Villana)
- Las abuelas (1965)
- Siempre tuya (1964) - Laura
- San Martín de Porres (1964) - Ana Velázquez
- La familia Miau (1963) - Abelarda
- El secreto (1963) - Beatriz
- La actriz (1962) - Amparo
- Las gemelas (1961)
- Marianela (1961) - Marianela
- El hombre de oro (1960)
- Amar fue su pecado (1960)
- Dos caras tiene el destino (1960)
- Más allá de la angustia (1958)

### Teatro
- Las muchachas del club (1999) de Iván Menchell.
- Conflictos Matrimoniales (1990) de Pedro Bloch.
- Los empeños de una casa (1979) de Sor Juana Inés de la Cruz.
- O.K. (1979) de Isaac Chocrón.
- El diabólico barbero de la calle de la horca (1983) de Christopher Godfrey Bond.
- Doble juego (1975) de Robert Thomas.
- Doña Rosita la soltera (1974) de Federico García Lorca.
- Asesinato de una conciencia (1969) de Luis G. Basurto.
- Trampa para cuatro (1964) de Ricardo Rentería.
- Doña Rosita la soltera (1963) de Federico García Lorca.
- La Gobernadora (1963) de Luis G. Basurto.
- Anfitrión 38 (1963) de Jean Giraudoux.
- Cuarteto deshonesto (1961) de Fernando Sánchez Mayans.
- Los Reyes del Mundo (1959) de Luis G. Basurto.

## Premios y nominaciones

### Premios ACE
| Año  | Categoría                   | Telenovela         | Resultado |
| ---- | --------------------------- | ------------------ | --------- |
| 2013 | Mejor actriz característica | Amor bravío        | Ganadora  |
| 1982 | Mejor coactuación femenina  | Muchacha de barrio | Ganadora  |

### Premios Ariel
| Año  | Categoría                  | Película             | Resultado |
| ---- | -------------------------- | -------------------- | --------- |
| 1956 | Mejor actriz de cuadro     | La vida no vale nada | Nominada  |
| 1955 | Mejor coactuación femenina | La duda              | Nominada  |

### Premios TVyNovelas
| Año  | Categoría            | Telenovela             | Resultado |
| ---- | -------------------- | ---------------------- | --------- |
| 2011 | Mejor primera actriz | Para volver a amar     | Ganadora  |
| 1986 | Mejor primera actriz | Tú o nadie             | Ganadora  |
| 1983 | Mejor villana        | Al final del arco iris | Nominada  |